# Pont National (Brest)
Pour les articles homonymes, voir Pont National.
Le pont National est un pont tournant, en service de 1861 à 1944, qui franchissait la Penfeld, à Brest, reliant la rue de Siam au quartier de Recouvrance, près de la tour Tanguy.
Détruit par les bombardements alliés et dynamité, il a été remplacé en 1950-1954 par le pont levant de Recouvrance.

## Historique
Le franchissement de la Penfeld, rivière ou bras de mer séparant le centre ville du quartier de Recouvrance, a toujours été vital pour les Brestois. Pendant des siècles, le passage d’une rive à l’autre s’était effectué en bateau, moyennant un droit que chacun devait acquitter au « passier ».
L'étude d'un pont de grande hauteur commence en 1836, à la suite de pétitions formulées principalement par les habitants de Recouvrance. Après maints projets délibérés et refusés, dont celui du conseiller municipal et entrepreneur Joseph Victor Édouard Trischler, le Conseil général des ponts et chaussées approuve celui des ingénieurs Nicolas Cadiat et Alphonse Oudry : la construction, réalisée par Schneider et Cie, commence en 1856 et, le 23 juin 1861, le « Grand Pont » est inauguré. D’abord dénommé pont Impérial en hommage à l’empereur Napoléon III, le pont fut renommé pont National après la guerre de 1870.
À partir du 11 juin 1898, la ligne 1 du tramway roule sur le pont.
En septembre 1944, lors de la libération de Brest, le pont National s’écroule sous les bombardements alliés.

## Description, fonctionnement
Afin de répondre aux exigences de la Marine, ce pont était constitué de deux volées tournantes équilibrées livrant passage aux bateaux de haute mâture.
Quatre hommes suffisaient à la manœuvre de chaque demi-pont, commandée depuis le tablier par de simples cabestans actionnant des engrenages à forte démultiplication.
Chacune des deux travées du tablier était montée sur des roulements à rouleaux d'acier ; elle était solidarisée aux culées par des mâchoires mobiles et à l'autre travée par des barres de  verrouillage ; chacune avait une longueur de 52 m et pesait 750 tonnes.

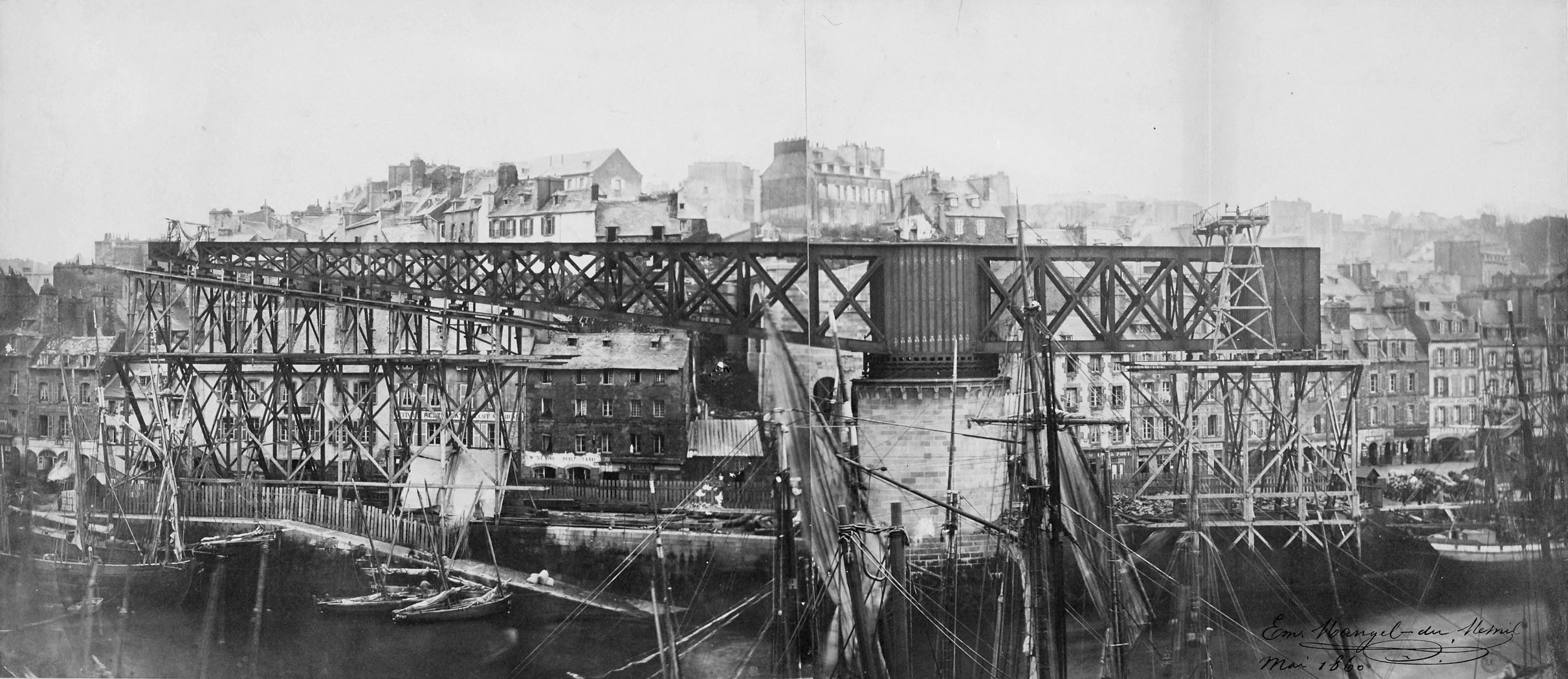
La construction du pont, en 1860.
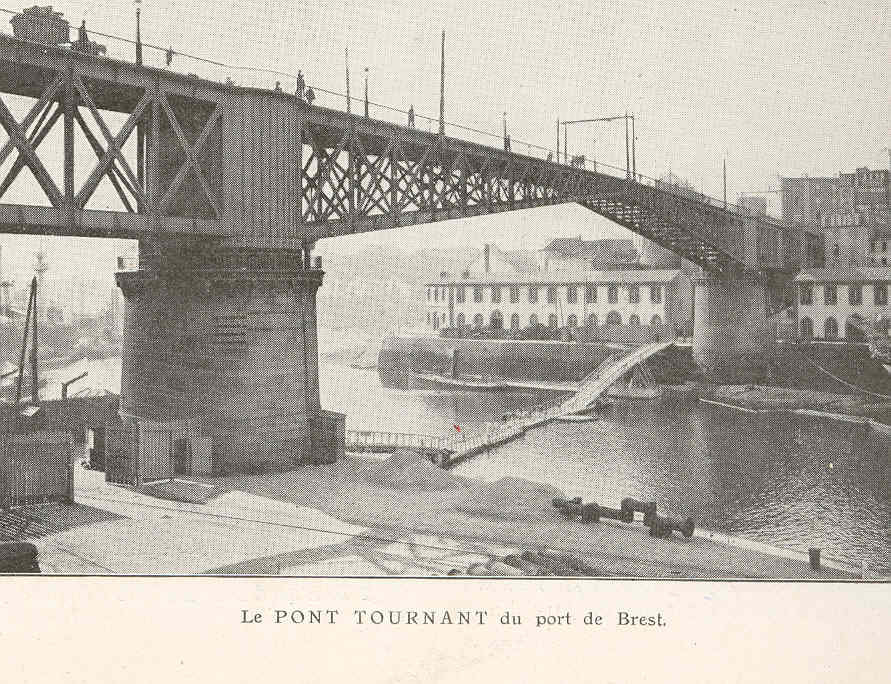
Le pont en position fermée, en 1913.
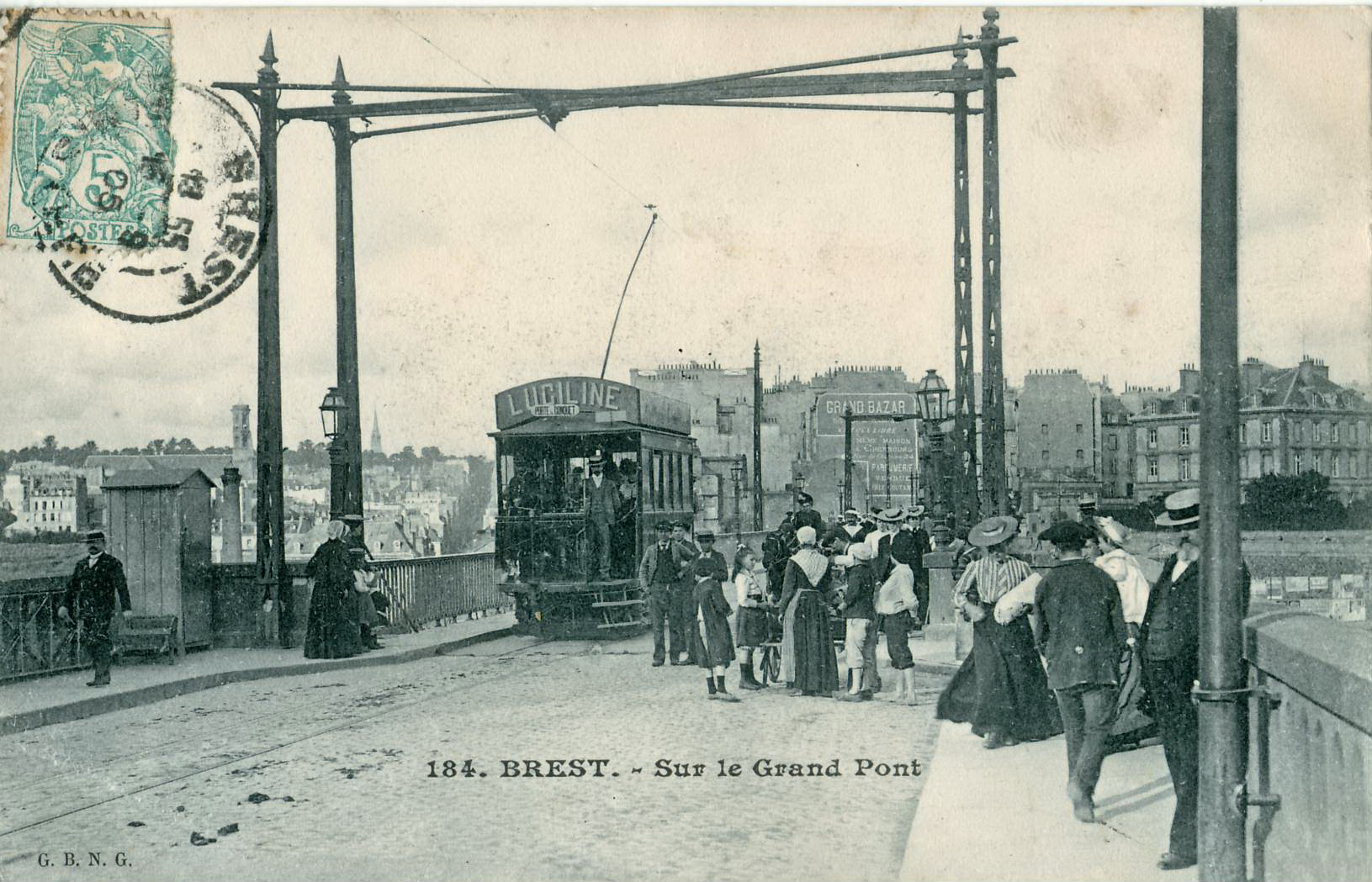
Le tramway sur le pont National, en 1905.
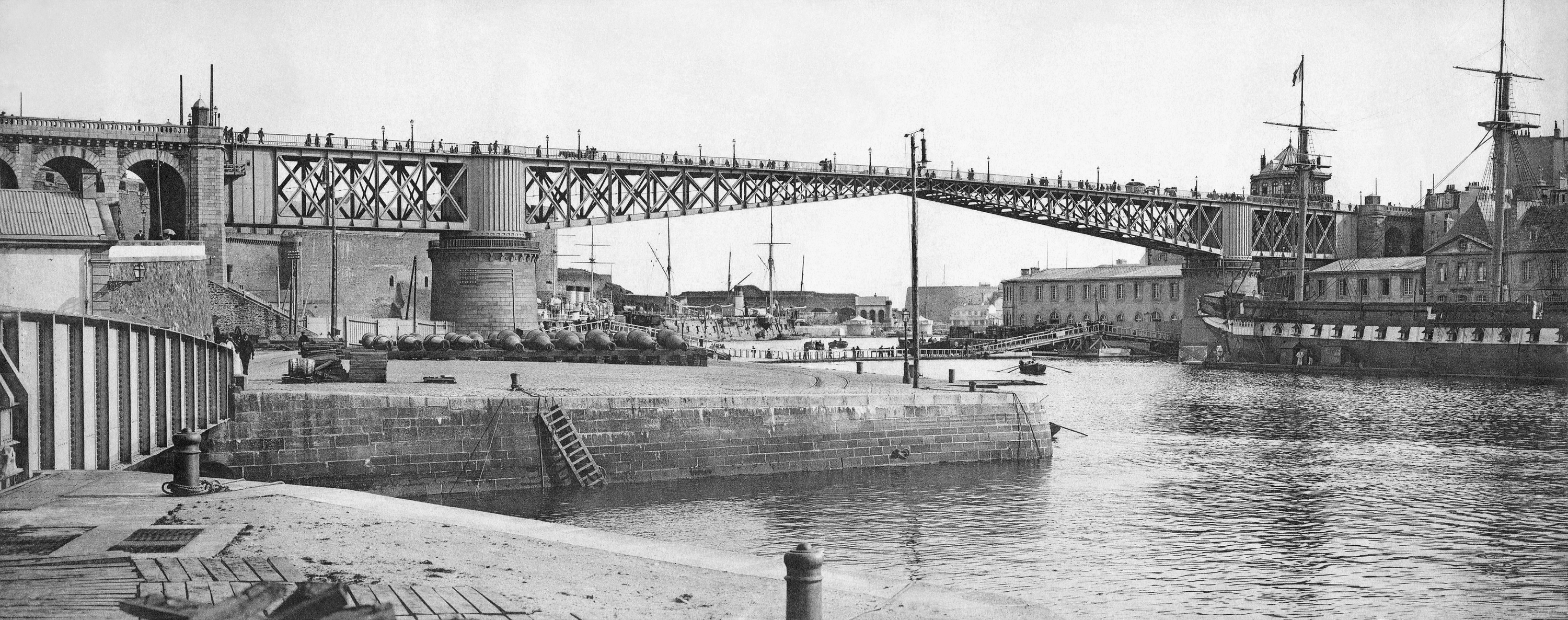
Le pont vers 1930.
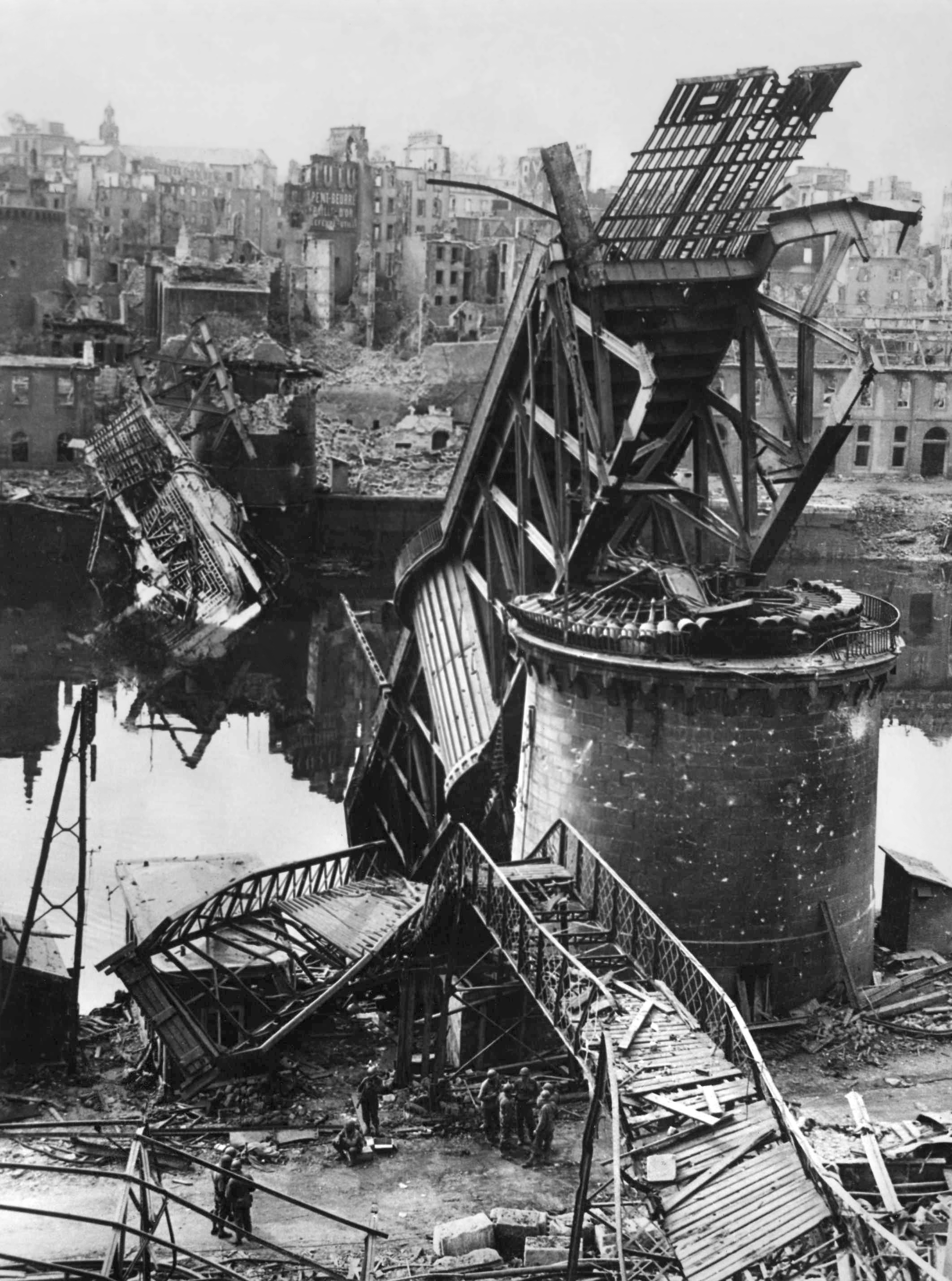
La destruction du pont, en 1944.

### Sources
- Pont National virtuel
- Pont National, Structurae
- Le pont National, images de synthèse
- Brest bombardé, histoire en images, le pont National
- Le pont National